# Platythelys vaginata
Platythelys vaginata là một loài thực vật có hoa trong họ Lan. Loài này được (Hook.) Garay miêu tả khoa học đầu tiên năm 1977.